# اردوگاه کار اجباری سولدائو
اردوگاه کار اجباری سولدائو که در جریان جنگ جهانی دوم توسط آلمان نازی تأسیس شد، اردوگاهی برای نگهداری از زندانیان لهستانی و یهودی بود. این اردوگاه در شهر جاودووو (به آلمانی: سولدائو)، در شمال شرقی لهستان واقع شده بود، که پس از تهاجم نازی‌ها و اتحاد جماهیر شوروی به لهستان در سپتامبر ۱۹۳۹، ضمیمه استان پروس خاوری شد.
این اردوگاه در پادگان پیشین ارتش لهستان توسط اس‌اس-بریگادفورر اتو راش با تأیید راینهارت هایدریش تأسیس شد. نخستین زندانیان آن در اواخر سپتامبر ۱۹۳۹ آورده شدند. آنها مدافعان دژ مودلین از میان  ارتش لهستان بودند که به دلیل کمبود مهمات و غذا ناچار به تسلیم شدند. اردوگاه در طول دوره فعالیت خود اهداف گوناگونی را دنبال می‌کرد. علاوه بر ۱۵۰۰ بیمار از همه بیمارستان‌های روانپزشکی منطقه، روشنفکران لهستانی، کشیش‌ها و زندانیان سیاسی پنهانی در آنجا اعدام شدند. این مرکز همچنین به عنوان مرکزی انتقالی برای تبعید از پروس خاوری به دولت عمومی نیمه‌استعماری، و نیز تأمین نیروی برده‌کاری برای رایش خدمت می‌کرد. این اردوگاه در ابتدا به صورت موقت بود و برای ۱۰۰۰ زندانی آغازین، اما به زودی دائمی شد. از میان کل ۳۰٬۰۰۰ زندانی اردوگاه، ۱۰٬۰۰۰ تا ۱۳٬۰۰۰ تن از آن‌ها در آنجا کشته شدند. پس از جنگ، خدمات ردیابی بین‌المللی (ITS) به دلیل تعداد زیاد قربانیان، در ابتدا اردوگاه را به عنوان اردوگاه مرگ طبقه‌بندی کرد.

## تاریخچه
شهر جاودووو در بخشی از لهستان اشغالی واقع شده بود که ضمیمه رایش سوم شد. نخستین زندانیان غیرنظامی با کامیون و قطار از شهرهای واقع در مرز لهستان و پروس خاوری آورده شده، و توسط نازی‌ها به منظور پاک‌سازی قومی کامل منطقه از غیر آلمانی‌ها از خانه‌های خود بیرون شدند. همچنین، اردوگاه آزمایش‌های اولیه‌ای را در زمینه کشتار با گازگرفتگی انجام داد. در راستای عملیات تی۴، بیماران روانی در آسایشگاه‌های پروس خاوری به اردوگاه سولدائو منتقل شدند. ۱۵۵۸ بیمار از ۲۱ مه تا ۸ ژوئن ۱۹۴۰ توسط نیروهای تحت فرماندهی هربرت لانگه در یک وانت گاز کشته شدند. لانگه بعدها از تجربیات مرتبط با کشتار با گاز خود که در سولدائو به دست آورده بود برای راه‌اندازی اردوگاه مرگ خلمنو بهره گرفت.
اردوگاه ساختمان مشخصی برای سرویس بهداشتی نداشت، و تنها دو سوراخ درون زمین با تخته‌هایی که از دو سو آن‌ها را می‌پوشاندند، در محیط باز وجود داشتند. همه‌گیری بیماری تیفوس باعث کشته شدن شش نگهبان آلمانی در میان تعداد بی‌شماری از زندانیان شد. در تابستان ۱۹۴۱، اردوگاه سولدائو به عنوان Arbeitserziehungslager (به معنای تحت‌اللفظی «اردوگاه کارآموزی») دوباره سازماندهی شد. زندانیان اردوگاه، که میان اردوگاه‌های فرعی جداگانه تقسیم شده بودند، به کار اجباری در کشاورزی و ساخت و ساز مشغول بودند. این اردوگاه در ژانویه ۱۹۴۵ تعطیل شد. طبق تخمین‌های رسمی لهستان، از ۳۰٬۰۰۰ زندانی اردوگاه حدود ۱۳٬۰۰۰ زندانی از میان رفتند.
چند کشتار دسته‌جمعی در جنگل بیاووچی در گستره چند صد هکتار انجام شدند. راهی به این جنگل منتهی می‌شد که توسط زندانیان ساخته شده بود. قربانیان با کامیون به محل اعدام منتقل می‌شدند. در کناره جنگل پادگانی کوچک برای تیراندازان اس‌اس که در انتظار قربانیان به سر می‌بردند، به همراه پنج چاله بزرگ در سوی راست جاده ساخته شده بود. بررسی‌های نوین نشان می‌دهند که ممکن است تعداد قربانیان بیش از آنچه در ابتدا تصور می‌شد، بوده باشد و به ۲۰٬۰۰۰ تن برسد. در میان قربانیان نه تنها لهستانی‌ها و یهودیانی که در سولدائو زندانی بودند، بلکه اسیران جنگی شوروی و حتی آلمانی‌های محکوم‌شده قرار داشتند. در پایان سال ۱۹۴۴ و در جریان دستور ویژه ۱۰۰۵، ده‌ها تن از یهودیان برای سوزاندن اجساد آورده شدند. همه آنها پس از پایان کار کشته شدند.
پس از ورود ارتش سرخ در پی پیشروی شوروی به درون خاک لهستان در ۱۸ ژانویه ۱۹۴۵، اردوگاه تخلیه شده نازی‌ها در جاودووو دوباره احیا شد؛ این بار توسط پلیس مخفی کمیساریای خلق در امور داخلی به عنوان اردوگاه توقیفی شوروی برای زندانیان، هم برای آلمانی‌های دستگیرشده درون آلمان و هم برای فولکس‌دویچه‌ها از مناطق پومرانی، وارمیا، ماسوریا و مازوویا. این اردوگاه در پایان سال ۱۹۴۵ برچیده شد. زندانیان با قطارهای باری از لهستان به اردوگاه‌های درون خاک اتحاد جماهیر شوروی منتقل شدند.